# Pierre du Pui
Pierre Antoine du Pui (Kampen, 27 juni 1785 - Leiden, 4 augustus 1838) was een Nederlandse stadssecretaris. Na de Bataafse tijd was hij gemeentesecretaris van Leiden van 20 oktober 1808 tot zijn overlijden in 1838.
Du Pui werd vooral bekend vanwege de omstreden administratie die hij voerde. Hij startte zijn roemruchte carrière tijdens zijn studie rechtsgeleerdheid aan de universiteit van Leiden als secretaris van de Commissies van Herstel. Deze commissies ondersteunden het stadsbestuur in het herstel na de kruitramp van 12 januari 1807. Bij deze ramp kwamen 150 mensen om het leven, waarvan 50 kinderen. Onder de overledenen bevonden zich stadssecretaris Hubrecht en de hoogleraren Johan Luzac en Adriaan Kluit. Waarnemer als stadssecretaris werd de huisarts Potgieter, tot de komst van Du Pui.

## Fraude

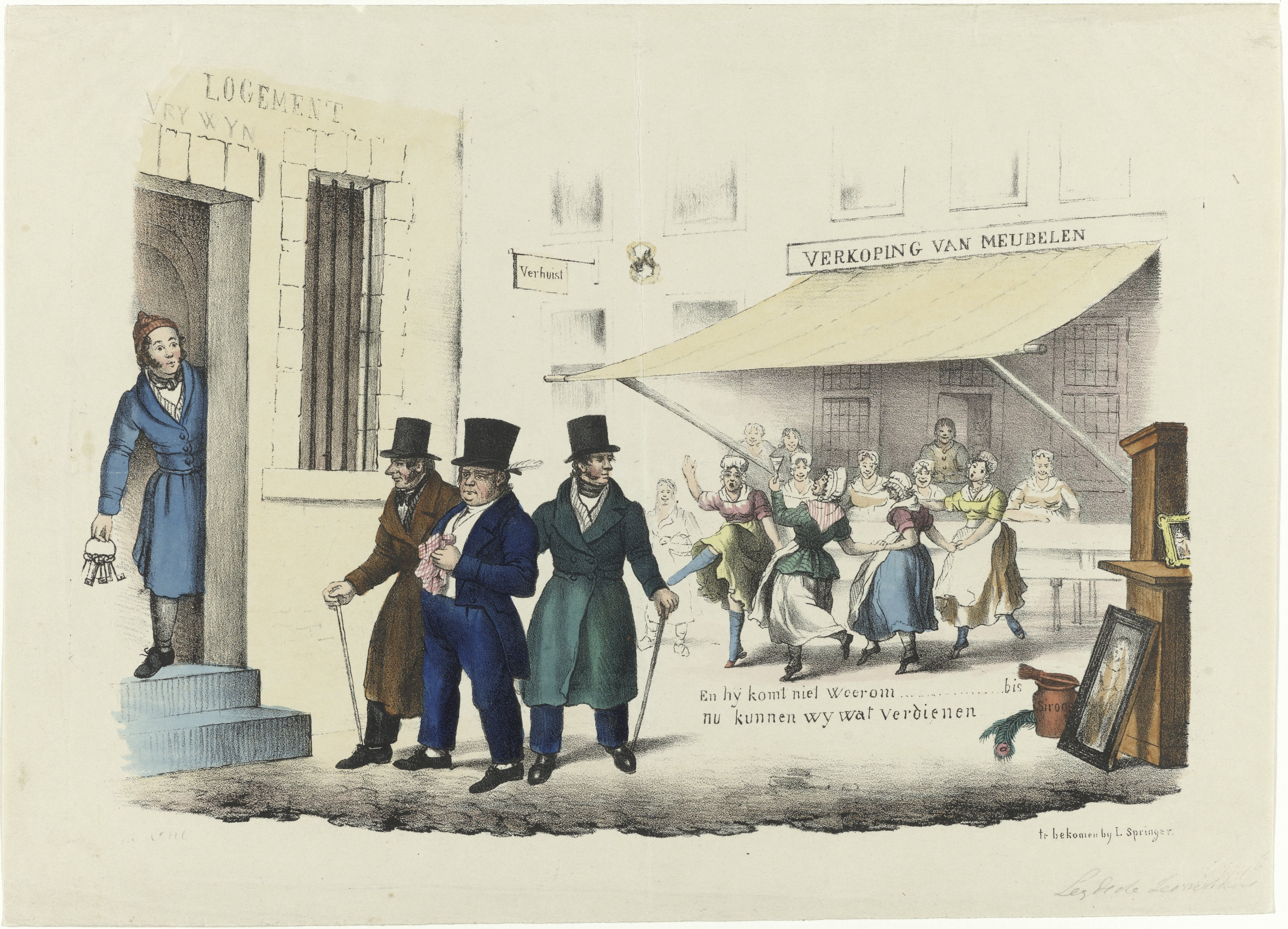
Spotprent op de Casper Seyn die door twee agenten naar de gevangenis wordt geleid. Ten behoeve van zijn liefhebberij (schilderijen) stal Seyn uit de stadskas.

De zoon van Adriaan Kluit, Wilhelmus (Willem Pieter) Kluit, restaureerde het gehavende werk van zijn vader om dit voor latere generaties te bewaren. Daarnaast was Wilhelmus Kluit, samen met Casper Wenckebach van het ministerie, belast met de verslaglegging rond de verantwoording van de afwikkeling van de ramp. Aanvankelijk aan koning Lodewijk Napoleon en later aan koning Willem I. Op vrijdag 13 juli 1838 leverde Casper Wenckebach de eindrapportage op (Kluit was in 1837 overleden). Niet alle gelden van de door Napoleon opgehaalde miljoenen waren terechtgekomen bij de slachtoffers van de ramp. Een deel van de gelden was buiten de verantwoording gehouden om hiermee ziekenhuizen in te richten ten tijde van de cholera-epidemie in opdracht aan stadsarchitect Salomon van der Paauw. Voor dat deel van de gelden namen Kluit en Wenckebach geen verantwoording. Pierre Du Pui werd ziek en overleed drie weken na de bekisting van het rapport.
In de periode voorafgaand aan het overlijden van Du Pui meldden de klerken Casper Seyn en Jan Christiaan Backer aan het bestuur dat er nog een lening uit de stadskas bij Du Pui uitstond. Na het overlijden zocht de jonge klerk Abraham Montagne de zaak tot op de bodem uit. Backer en Seyn werden veroordeeld tot een gevangenisstraf van zes respectievelijk tien jaar voor een stadsfraude die terugging tot 1813. Aanvankelijk kregen Backer en Seyn met de stadsarchitect Van der Paauw de schuld van het deficit. Toen bleek dat het - ten opzichte van wat er in de stadskas had moeten zitten - met name ging om de ingeboekte inkomsten van de trekvaarten, enkele particuliere fondsen en de verhuur van het Pesthuis, werd de gekrenkte stadsarchitect van alle blaam gezuiverd. Rechter De Jonge van Campen Nieuwland wilde, na ruim een jaar instructie en onderzoek, geen oordeel vellen over de handelingen van een dode. De drie getuigen in de zaak tegen Backer waren Abraham Montagne (de opvolger van Casper Seyn), de gemeente-ontvanger jhr. Van Puttkammer en de wethouder financiën Paul Du Rieu (de latere burgemeester). Van Puttkammer droeg uit schuldgevoel 10.000,- gulden bij aan leniging van het deficit en sprak daarbij de hoop uit dat zijn zoon zijn functie zou mogen overnemen.

## Heilzame waarschuwing
Van de vroedschapspenningen, die precies 'op' waren toen de Fransen kwamen, is in 1838 een deel teruggevonden in de collectie van Casper Seyn. In de Franse tijd werden toenmalig burgemeester Van Leyden Gael en zijn zoon Diderik door de Fransen gevangen gehouden op verdenking van diefstal uit 'de lege stadskas'. Omdat er geen afdoende bewijs was werden de heren vrijgelaten. Casper Seyn groeide op in de Bataafse tijd en maakte als tweeëntwintigjarige op de ruïne van de kruitramp, als bikkelaar, kennis met de autoriteiten. Hij maakte kennis met de leden van de Waalse kerk, van wie Diderik van Leyden Gael belast was met de aanname van nieuwe leden, en sloot zich erbij aan. Pierre du Pui was lid en ook zijn zwager Jean Paul Bucaille, in 1838 lid van de stedelijke raad en zaakwaarnemer van de familie Du Pui.
De stadsfraude, waarmee een bedrag gemoeid was van 150.000 gulden (over een periode van ruim 27 jaar) werd voor twee derde terugbetaald door een anonieme schenker. Bij zijn overlijden in 1846 bleek dit Diderik van Leyden Gael te zijn geweest. Hij wordt gezien als redder van de stad. Dat hij in de Franse tijd als stadsbestuurder een van de ontwerpers was van het systeem waardoor gelden uit de stadskas konden blijven, werd ook tijdens de rechtszitting in 1839 buiten beschouwing gelaten. Als getuige werd wel gehoord Gijsbert van der Spruyt. Hij had samen met Van Leyden Gael en de zoon van oud-secretaris Hubrecht een Administratiekantoor van Hollandsche Fondsen en adviseerde het stadsbestuur. De eigenaren van het kantoor overleden alle drie in het jaar dat Casper Seyn vervroegd werd vrijgelaten uit de gevangenis van Woerden. Jan Christiaan Backer was in gevangenschap overleden.
Thorbecke, toen hoogleraar diplomatie en moderne geschiedenis aan de Universiteit van Leiden, noemde de stadsdieverij "een heilzame waarschuwing aan ons land" en hoopte dat de koning er kennis van zou nemen. Toen hij, inmiddels als lid van de stedelijke raad, met Seyns opvolger Montagne ook het onroerend goed van de armenhuizen aan de stad toebedeelde, was de kerk des duivels.
Pierre Du Pui was de zoon van Meinard Simon Du Pui en Martha Digna Balkman.